# Fonte (jornalismo)
No jornalismo, as fontes são portadores de informação. Podem ser pessoas, falando por si ou coletivamente, ou documentos escritos ou audiovisuais, por meio dos quais os jornalistas tomam conhecimento de informações, opiniões ou dados, e, também, verificam o rigor dos dados obtidos ou aferem a veracidade dos juízos de valor que lhes foram apresentados anteriormente.
Os jornalistas raramente estão em condições de assistir a um acontecimento em primeira mão, por isso necessitam de fontes. Mesmo quando estão presentes a um acontecimento necessitam recorrer a uma fonte para se certificarem do que está a ser dito.
Existem diferentes patamares pelos quais a informação chega até um jornalista: através de rotinas, rondas telefônicas com fontes oficiais, processo informal, releases enviados por assessorias de comunicação.
- Fontes oficiais: políticos, empresários, líderes religiosos, porta-voz de grandes empresas.
- Fontes não oficiais: ONGs, sindicatos, anónimos

Neste processo de estudo, mais de metade das fontes, 78%, são oficiais. Pessoas desconhecidas raramente aparecem nas notícias a não ser que estejam vinculadas a uma instituição. 

## Interpretações

### David Berlo
Entre os autores que estudam as relações entre os jornalistas e as fontes de informação, está David Berlo (Nova York, 1960). Segundo ele, há quatro fatores que podem aumentar a fidelidade/eficácia das fontes:
1. As suas habilidades comunicacionais: Escrita e palavra (fontes codificadas) e Leitura e audição (fontes descodificadas). Estas 4 criam uma quinta habilidade: o raciocínio.
2. As suas atitudes no dia a dia: para consigo, para com o assunto, para com os outros… Positividade é benéfica; a fonte deve dominar o assunto sobre o qual está a falar.
3. O seu nível de conhecimento: conhecimento profundo da instituição em que o assessor trabalha, domínio da mensagem que vai transmitir.
4. A sua posição dentro do sistema sociocultural. O meio em que vivemos pesa na forma como se constrói a mensagem. De acordo com o contexto age-se de forma diferente.

### Harvey Molotch e Marilyn Lester
Já Molotch e Lester, em “A Fonte como Promotor” (EUA, 1974), identificam 4 tipos de acontecimentos:
1. Rotina – acontecimentos partidários e administrativos. Maior concentração de notícias  origem no acesso estruturado
2. Acidentes
3. Escândalos
4. Acaso

Eles também separam três níveis de construção da notícia:
1. Os promotores surgem como interessados na divulgação do acontecimento para uso do público;
2. Os jornalistas recebem a informação e publicam-na. Transformam a ocorrência em acontecimento público através da emissão.
3. Os leitores que observam os acontecimentos tornados visíveis pelos órgãos de comunicação e criam um “reconhecimento público”

### Leon Sigal
Leon Sigal (1979) conclui que a notícia não é aquilo que os jornalistas pensam, mas o que as fontes dizem. Para ele, as fontes são:
- Organizações noticiosas
- Rotinas jornalísticas
- Convenções: onde está convencionado que está o debate nesse dia, conjunto de impulsos que existem na agenda mediática “todos falam do natal”

### Gaye Tuchman
A socióloga da comunicação Gaye Tuchman diz no livro "Making News" (Londres, 1971) que os jornalistas integram uma estrutura social e cobrem temas de interesse para a sociedade em que estão inseridos. O jornalismo é uma prática rotineira de hábitos civilizacionais. O jornalista está limitado no acesso à informação quanto:
- Ao tempo – ritmo diário e não-diário
- Espaço
  - Territorialidade
  - Especialização organizativa (se é rádio ou tv)
  - Especialização temática
- Tipificação das notícias
  - Notícias do dia
  - Interesse humano
  - Temáticas
  - De continuidade
  - De desenvolvimento

O valor da fonte é tanto maior quanto for a capacidade de encaixe nesses valores. Induz ao conceito de negociação entre jornalista e editor na prevalência da fonte.

### Stuart Hall
Pela teoria da definição ou conspiratória, é a fonte quem define o que é notícia. O acadêmico jamaicano Stuart Hall, especialista em estudos culturais, considera em “O Primeiro Definidor” (EUA, 1978) que os órgãos de comunicação social tendem a reproduzir a estrutura existente no poder, na ordem institucional da sociedade pois dão preferência aos definidores primários, aos porta-vozes. Ele identifica quatro tipos de autoridade:
- Fonte institucional
- Fonte de poder ou de autoridade
- Fonte política
- Fonte sofisticada ou especializada (assessores)

Hall demonstra-se preocupado e diz que é importante haver mais jornalismo de investigação. Também há fontes não conhecidas, anônimas, que têm de desencadear processos espetaculares ou protagonizar algo que fuja à rotina para estar nas notícias.

### Herbert Gans
O americano Herbert Gans, nos livros "Deciding What’s News" e "Negócio na Relação Fonte–Jornalista" (EUA, 1979), estudou o comportamento dos jornalistas na CBS, NBC, Time e Newsweek. Definiu três tipos de fontes informativas:
- Institucionais
- Oficiais ou estáveis
- Provisórias

O jornalista não se pode dar ao luxo de romper com um assessor sem mais nem menos porque precisa dele. Existem dois grupos de fontes quanto à sua utilização: fontes passivas e fontes ativas. Distingue entre jornalistas:
- Especializados – mais proximidade com as fontes. Cria relação de obrigações recíprocas (jornalista tem acesso à informação privilegiada, mas depois sente-se na obrigação de publicar assuntos de interesse para a fonte)
- Não especializados – recorrem a fontes oficiais por falta de tempo e ocupam-se de acontecimentos diferenciados.

Conjunto de fatores que levam à negociabilidade na criação/construção da notícia:
- Incentivos – press, comunicados, conferências, inaugurações
- Poder da fonte – maior poder do assessor de uma câmara
- Capacidade de informação credível – quantidade e qualidade
- Proximidade social e geográfica – de acordo com o enquadramento do meio.

Cinco fatores de conveniência na utilização das fontes:
- Oportunidade antecipada/revelada
- Produtividade
- Credibilidade
- Garantia de qualidade
- Responsabilidade

### Philip Schlesinger
Para Philip Schlesinger, (1992), a credibilidade e aceitabilidade das fontes são desiguais pois nem todas reúnem informação eficaz.
Desigualdade no valor das fontes e no acesso noticioso, uma fonte não deve ser classificada como “oficial” e “não – oficial”, pois é simplista. A fonte é vista como fator/elemento que ocupa domínios sociais onde se exercem lutas no acesso dos meios de comunicação social. Fala de desigualdade do valor das fontes e no acesso noticioso. As fontes procuram moldar a informação na ótica da sua utilização pelos jornalistas. Há uma relação direta entre “fontes de informação” e “informação eficaz” (igual). Apresenta uma estratégia interna da fonte de informação:
1. Determinar uma mensagem bem definida, articulada segundo os melhores critérios de satisfação dos valores noticiosos
2. Determinar os media mais apropriados
3. Reunir o máximo de informação útil quanto possível; sucesso/aceitação
4. Prever ou neutralizar as reações dos adversários

### Stephen Hess
Em "A organização da fonte em situações  de rotina de crise" (1984), Stephen Hess analisa os gabinetes de imprensa e define as suas estratégias: aplicação da informação positiva e prática.
Para Hess, a crítica que os assessores manipulam as notícias é incorreta, pois a maior parte dos recursos vai para a recolha e pesquisa de informação ou para a satisfação dos jornalistas.
Um dos requisitos mais importantes é saber gerir e dar respostas aos pedidos de informação – parte do tempo é dedicado à estratégia, como se vai agir, como se vai passar a mensagem. Se conseguir comunicar com o seu público sem intermédio dos media consegue mais objetividade, porque os meios de comunicação nunca dizem o que o assessor disse, a estratégia não passa necessariamente pelos media.
O princípio da assessoria é responder a todos, mas como gestão de tempo devemos responder primeiro aos mais importantes e assim sucessivamente.
Os gabinetes de imprensa criam a informação ordenada que é diferente de informação controlada, mais uma vez por causa da gestão do tempo e de “espaço” nos media. Deve-se controlar, gerir a informação para conseguir os objetivos da mensagem que se quer passar. Ex. os passos para a apresentação de uma obra ou edifício: ideia – concurso de ideias – apresentação do projeto – lançamento da primeira pedra – concurso da empreitada – início da obra – visitas à obra – inauguração.

### Justo Villafañe
As notícias provêm da seguinte ordem de importância:
1. Agenda/rotina;
2. Ligadas a Governos;
3. Agências noticiosas;
4. Outras entidades.

Apresenta um conceito ambíguo de fonte informativa:
1. Pessoa;
2. Lugar;
3. Documento;
4. Meios de Comunicação Social;
5. Instituição

Chama fontes habituais de informação ao assessor porque são fontes regulares, também chamadas de estáveis. Chama fontes interessantes a pessoas ou instituições relevantes.
Abandona a ideia do jornalista recorrer a agências para dar lugar aos intermediários que fornecem e trocam a informação mantendo a redação ocupada.

### Richard Ericson
Ericson, (1989), procura perceber a diferença na identificação das fontes. A fonte exerce controle de informação quando seleciona a audiência, quando escolhe o meio de comunicação. As instituições ou fontes permitem aos jornalistas uma abertura que é contrária, “falsa”, porque acima de tudo querem é mantê-los aparentemente ocupados e próximos, controlando a informação através desse acesso controlado à informação. Ele constrói uma forma de fazer a “abertura” aos jornalistas:
1. Segredo (ausência absoluta de informação);
2. Confidencial (já aparece alguma informação) – controlada;
3. Censura (a informação) – apresenta uma abertura aparente, mas procura esconder os aspectos negativos;
4. Publicitação (visibilidade através da publicitação positiva)

A fonte procura criar laços de confiança na busca de controle a proximidade facilita. Gerir informação não se limita ao segredo e censura, mas sim à forma como passar informação positiva e torná-la pública.

### Michael Gurevich
A ambiguidade do conceito de fonte é criado por ele. Também cria a visão da instituição/grupo/organização como fonte. Se a fonte é individual é avaliada pela noticiabilidade, se for grupo é pela autoridade e credibilidade. Individualmente: relacionado com a capacidade de o assessor fornecer informação noticiável Grupo: a credibilidade do partido/organização – mais uma vez leva à hierarquia das fontes. O valor-notícia é distorcido de acordo com as fontes, o seu valor com a sua credibilidade. Também tem a ver com a capacidade de “vender” a mensagem a quem interessa, a quem é mais poderoso, mais influente.

### James Curran
Fala das pressões na produção jornalística em que as notícias são resultado do trabalho jornalístico nos recursos e políticas de gestão das empresas. Uma simples decisão sobre a locação do pessoal pode afetar a forma como a mensagem é passada. Aponta a pressão que os meios de comunicação social sentem dentro da própria redação (acima de tudo publicitária). Repercussões que o poder exerce sobre os media:
1. Restrição à entrada no mercado (barreiras ideológicas dos grupos dominantes);
2. Concentração da propriedade dos meios de comunicação social;
3. Concentração dos meios e recursos dos jornalistas;
4. Pressões do mercado;
5. Peso econômico do grupo;
6. Censura à informação que agride as organizações que publicitam;
7. Rotinas e valores-noticia que excluem fontes pouco influentes;
8. Convenções estéticas que tornam o indivíduo como “centro do mundo”;
9. Divisão desigual dos recursos;
10. Pressões dos grupos de poder do Estado.

### Paul Manning
Paradoxo – as fontes profissionais têm muito poder, mas não conseguem impedir fugas de informação negativa do interior da sua organização. Apresenta a comunicação social como modelo de mobilização social – capacidade de gerar interesse público combatendo a apatia social. Por isso, os jornalistas estão numa posição “mesolevel” que lhes permite com facilidade influenciar a opinião pública. Ele apresenta quatro problemas e perigos na sociedade capitalista:
1. Spindoctors (carga negativa que está a desaparecer)
2. Rotina estratificada (adaptada e apoiada nas novas tecnologias)
3. Fragmentação de acontecimentos (vários canais dos media e donos dos media que pioram o produto jornalístico porque o fragmentam de mais)
4. Concentração dos meios de comunicação social

Manning (2000) chega à conclusão de que as fontes não oficiais (como ONGs e sindicatos) cada vez mais entram nos meios de comunicação social porque passaram a usar as mesmas ferramentas das fontes oficiais.
Os gabinetes de imprensa e os assessores mostram como tudo mudou, evoluiu desde Sigal.

### Mauro Wolf
O sociólogo, professor e ensaísta italiano Mauro Wolf, em sua obra Teorias da Comunicação, reflete sobre quem são as fontes e como se relacionam com os jornalistas. No capítulo que diz respeito às routines produtivas, o autor analisa que do ponto de vista do interesse da fonte em ter acesso aos jornalistas (teoria de Herbert Gans), os fatores relevantes parecem ser quatro: a) os incentivos; b) o poder da fonte; c)a sua capacidade de fornecer informações credíveis; d) a proximidade social e geográfica em relação aos jornalistas. Para Wolf, na verdade, o fator determinante é o quarto, sendo os outros três apenas complementares. 
Além disso, o autor faz uma breve diferenciação entre os tipos de fonte. Para Wolf, as fontes propriamente ditas se diferenciam das agências de informação. Segundo Cesareo (1981, p. 82, apud WOLF, 2008, p. 220), “as agências apresentam-se já como empresas especializadas, inerentes ao sistema da informação, e executam um trabalho que é já de confecção, enquanto as fontes estáveis (...) não se dedicam exclusivamente à produção de informação (...) colocando-se, portanto, numa fase avançada do processo produtivo” (Cesareo, 1981, 82). 
Outro aspecto abordado por Wolf em relação as fontes é a questão da diferenciação da fonte. Para o ensaísta italiano, as fontes não são totalmente iguais e relevantes, sendo aquelas que refletem a estrutura social e de poder existente consideradas mais importantes. As fontes que estão à margem destas dificilmente influirão na cobertura informativa. Wolf afirma que "as fontes «não confirmadas» são tendencialmente sub-representadas ou mesmo totalmente descuradas de uma forma sistemática" (WOLF, 2008, p. 223).
Wolf enumera que, "do ponto de vista da oportunidade e da conveniência dos jornalistas em utilizarem uma determinada fonte, a relação centra-se em alguns fatores associados entre si e objetivados, sobretudo, para a eficiência". Esses fatores seriam, então, a) a oportunidade antecipadamente revelada; b) produtividade; c) credibilidade; d) garantia de qualidade; e) respeitabilidade.
O fator "a" refere-se ao fato de que, em ocasiões futuras, fontes que forneceram informações precisas tenham boas chances de continuarem a ser usadas. O "b", diz respeito explica porque os jornalistas preferem as fontes institucionais (já que estas dispensam mais pesquisa para confirmação de dados). O "c", por sua vez, deve-se ao fato de, se credível, uma informação não precisar ser confirmada por outras fontes poupando tempo de rotina jornalística. O item "d" está associado a quando o jornalista confia na fonte a ponto de, assim, atribuir sua total honestidade a uma possível credibilidade no que diz. A garantia de qualidade elucida porque fontes que tratam jornalistas cordialmente são mais propensas a serem escolhidas na rotina. 
Por fim, o item "e" traz as fontes que se afiguram "necessárias dado que, em relação a questões controversas, representam o ponto de vista oficial". 